# Nikola Štedul
Nikola Štedul (Rešetarevo,  2. prosinca 1937. – Zagreb, 15. ožujka 2022.), bio je hrvatski emigrantski i, poslije osamostaljenja Hrvatske, domovinski političar. Bio je čelnim čovjekom Hrvatskog državotvornog pokreta. Poznat je kao jedan od rijetkih hrvatskih emigranata koji je preživio UDBA-in atentat. Atentat na njega izvršen je 1988. godine u Škotskoj, u Kirkcaldyju. U to je vrijeme predsjedavao Hrvatskim državotvornim pokretom, organizacijom koja se zalagala za neovisnost Hrvatske od Jugoslavije.

## Životopis
Nikola Štedul rođen je u Rešetarevu 1937. godine. Od 1956. godine živio je u iseljeništvu, u Australiji, Njemačkoj i Škotskoj. Sudjelovao je u radu hrvatske političke emigracije. Diplomirao je političke znanosti na Sveučilištu u Dundeeju. Od 1981. godine predsjednikom je Hrvatskoga državotvornoga pokreta. Štedul se Hrvatsku vratio 1991. godine i uključio se u politički život i Domovinski rat.
Umro je u Zagrebu 2022. godine.

## Atentat na Štedula u Kirkcaldyju
Atentator Vinko Sindičić ušao je u Ujedinjeno Kraljevstvo s lažnom švicarskom putovnicom na ime Rudolf Lehotzky. Pištolj i prigušivač kojima se poslužio u atentatu dobio je u jugoslavenskom veleposlanstvu. Ranog jutra 20. listopada 1988. godine Štedul je pošao prošetati svog psa. Sindičić ga je sačekao i pucao u njega šest puta. Dva metka pogodila su ga u usta a četiri u tijelo, od kojih mu je jedan okrznio kralježnicu, što je poslije uzrokovalo blago šepanje. Štedul je preživio, a Sindičića je britanska policija uhitila na Heathrowu. 
Jugoslavensko veleposlanstvo dalo je alibi za Vinka Sindičića. Tvrdili su da je bio u Škotskoj gledati utakmicu Škotska - Jugoslavija koja se je bila odigrala 19. listopada 1988. godine. Forenzički nalazi su ga razotkrili: ostatci s vatrenoga oružja nađeni su na Sindičićevoj koži te je nakon jedanaestodnevnoga suđenja proglašen krivim zbog pokušaja ubojstva osuđen je na 15 godina zatvora.
Ovaj atentat poslije je bio temom TV-filma iz 1994. godine koji je snimila Scottish Television, kao epizodu iz kriminalističkog serijala Crime Story. Naslov se u izvorniku zvao The Yugoslav Hitman.

## Književno stvaralaštvo i memoari
- Zajedno sa suprugom Shirley Helen napisao je pustolovno-patriotski roman Križar ili Duh slobode: pustolovno-patriotski roman o borbi ustaške gerile protiv Titove Jugoslavije neposredno nakon II. svjetskog rata.[9] Roman je prvotno objavljen na engleskome jeziku, pod nazivom Krizar: the soul of freedom,[10] u Chicagu, 1978. godine, na hrvatski jezik preveli su ga Hrvoje Lorković i Nikola Štedul i u Hrvatskoj je objavljen 2013. godine.[9] Priča romana dobrim dijelom zasniva se na stvarnim događajima i tada je, ponajprije, bila namijenjena drugoj generaciji hrvatskih iseljenika u Americi i drugim zemljama engleskoga govornog područja.[9] Predstavljanje romana održano je 28. listopada 2013. godine u Novinarskom domu u Zagrebu, o knjizi su govorili autor Nikola Štedul, prof. dr. Slaven Letica, prof. dr. Jure Zovko, te urednik Josip Pavičić.[11]
- Godine 2020. u Nakladi Pavičić objavljena mu je knjiga memoara U službi savjesti: memoari,[12] te 2021. godine knjiga Moj politički zavjet: poseban otisak poglavlja 'Zaključna razmatranja' iz memoara U službi savjesti.

## Odličja
- 2016.: Red Stjepana Radića.[13]